# Cibele Racy
Cibele Racy es una educadora brasileña. Fue pionera en la enseñanza de la igualdad racial a los escolares de primaria de São Paulo. En 2024, fue incluida en la lista de las 100 Mujeres más influyentes del mundo elaborada por la BBC.

## Trayectoria
Racy lideró la Escuela Municipal de Educación Infantil Nelson Mandela, un centro educativo del barrio de Limão, al norte de São Paulo y nombrada en honor del político y activista sudafricano Nelson Mandela, atiende a niños de entre 4 y 6 años con un enfoque pedagógico centrado en la representatividad y el respeto a la diversidad. A través de elementos lúdicos la escuela promovió un ambiente en el que el alumnado pudiera reconocerse y valorar sus identidades desde la primera infancia. Inspirada por la obligatoriedad de enseñar Historia y Cultura Afrobrasileña en las escuelas desde 2003, Racy amplió el enfoque para trabajar las relaciones étnico-raciales desde los primeros años de vida.
La transformación en la escuela comenzó en 2004, enfocándose primero en los adultos. Revisó todas las tareas de gestión de la escuela, de la que fue directora, con el fin de fomentar un entorno laboral más inclusivo para los trabajadores, independientemente de su raza, género o posición. A través de procesos internos, promovió un cambio en el entorno laboral libre de prejuicios y desigualdades.A partir de 2011, comenzó a revisar también el proyecto de enseñanza de la escuela con el fin de erradicar cualquier actitud que pudiera considerarse racismo entre los alumnos. Para ello utilizó el juego y elementos como muñecos gigantes, dibujos e historietas. Además, sustituyeron celebraciones tradicionales como la Fiesta Junina por eventos que destacaban la cultura afrobrasileña, fomentando el respeto y la valoración de la diversidad cultural.
En 2020, la escuela planteó el mismo debate en una publicación en redes sociales, en medio de la suspensión de las clases presenciales debido a la pandemia de COVID-19 y durante la ola mundial de protestas contra el racismo motivadas por la muerte de George Floyd.
Después de los años de experiencia vividos, el equipo del centro considera que los niños, aunque no tienen la capacidad de realizar actos discriminatorios de forma consciente, crecen inmersos en una sociedad estructuralmente racista. Esta realidad se reproduce en diversos espacios y situaciones del universo infantil, como la televisión, internet, los juguetes, las películas, los dibujos animados y las relaciones interpersonales. Por todo ello, la escuela es considerada un referente de la educación antirracista.

## Reconocimientos
En 2020, Cibele Racy fue reconocida internacionalmente al ser incluida en la lista 100 Mujeres del año de la BBC, que destaca a las mujeres más inspiradoras e influyentes del mundo por su impacto y contribuciones a la sociedad durante ese año.